# تود سيمون
تود سيمون هو لاعب هوكي الجليد كندي، ولد في 21 أبريل 1972 في تورونتو في كندا.

## وصلات خارجية
- تود سيمون على موقع دوري الهوكي الوطني (الإنجليزية)
- تود سيمون على موقع قاعة مشاهير الهوكي (لاعب أن.إتش.أل) (الإنجليزية)
- تود سيمون على موقع EliteProspects.com (الإنجليزية)
- تود سيمون على موقع Eurohockey.com (الإنجليزية)
- تود سيمون على موقع HockeyDB.com (الإنجليزية)
- تود سيمون على موقع Hockey-Reference.com (الإنجليزية)